# آرمن آیوازیان
آرمن آیوازیان (ارمنی: Արմեն Այվազյան زاده ۱۴ مه ۱۹۶۴) یک تاریخ‌نگار و دانشمند علوم سیاسی اهل ارمنستان است.